# Lanard Copeland
Lanard Copeland (Atlanta, Georgia; 16 de julio de 1965) es un exjugador y entrenador de baloncesto estadounidense nacionalizado australiano que disputó dos temporadas en la NBA, además de jugar en la CBA y 16 temporadas en la liga australiana. Con 1,98 metros de estatura, jugaba en la posición de base.

## Trayectoria deportiva

### Universidad
Jugó durante cuatro temporadas con los Panthers de la Universidad Estatal de Georgia, en las que promedió 11,0 puntos y 3,9 rebotes por partido.

### Profesional
Tras no ser elegido en el 1989, fichó como agente libre por una temporada con los Philadelphia 76ers, con los que disputó 23 partidos en los que promedió 3,2 puntos.
Jugó posteriormente dos temporadas en la CBA, tras las cuales en 1991 fichó por Los Angeles Clippers, con los que disputó 10 partidos, promediando 1,6 puntos.
En 1992 se marcha a jugar a los Melbourne Tigers de la liga australiana, donde jugaría 13 temporadas, siendo el segundo jugador que más partidos ha disputado con los Tigers tras Andrew Gaze. Allí ganó dos ligas, en 1993 y 1997, fue elegido MVP de las Finales en 1997, e incluido en el mejor quinteto de la competición en 1999 y 2002.
Jugó posteriormente en los Brisbane Bullets y en los Adelaide 36ers, completando 16 temporadas en total, retirándose con 43 años, con unos promedios de 20,2 puntos, 3,7 rebotes y 3,0 asistencias a lo largo de los 532 partidos de liga que disputó.

## Estadísticas de su carrera en la NBA

### Temporada regular
| Temporada | Edad | Equipo               | Liga | Pos. | P  | TIT | MIN | TC  | TCA | %TC  | 3P  | 3PA | %3P  | TL  | TLA | %TL   | R.OF. | R.DEF. | REB | ASIS | ROB | TAP | PER | FP  | PTS |
| 1989-90   | 24   | Philadelphia 76ers   | NBA  | SG   | 23 | 0   | 4.8 | 1.3 | 3.0 | .456 | 0.0 | 0.2 | .200 | 0.5 | 0.6 | .786  | 0.2   | 0.3    | 0.4 | 0.4  | 0.0 | 0.0 | 0.8 | 0.5 | 3.2 |
| 1991-92   | 26   | Los Angeles Clippers | NBA  | SG   | 10 | 0   | 4.8 | 0.7 | 2.3 | .304 | 0.0 | 0.2 | .000 | 0.2 | 0.2 | 1.000 | 0.1   | 0.6    | 0.7 | 0.5  | 0.2 | 0.0 | 0.4 | 0.5 | 1.6 |
| Total     |      |                      | NBA  |      | 33 | 0   | 4.8 | 1.2 | 2.8 | .418 | 0.0 | 0.2 | .143 | 0.4 | 0.5 | .813  | 0.2   | 0.4    | 0.5 | 0.4  | 0.1 | 0.0 | 0.7 | 0.5 | 2.7 |

### Playoffs
| Temporada | Edad | Equipo             | Liga | Pos. | P | TIT | MIN | TC  | TCA | %TC  | 3P  | 3PA | %3P | TL  | TLA | %TL | R.OF. | R.DEF. | REB | ASIS | ROB | TAP | PER | FP  | PTS |
| 1989-90   | 24   | Philadelphia 76ers | NBA  | SG   | 4 | 0   | 2.3 | 0.5 | 1.5 | .333 | 0.0 | 0.0 |     | 0.0 | 0.0 |     | 0.0   | 0.3    | 0.3 | 0.0  | 0.0 | 0.0 | 0.3 | 0.3 | 1.0 |
| Total     |      |                    | NBA  |      | 4 | 0   | 2.3 | 0.5 | 1.5 | .333 | 0.0 | 0.0 |     | 0.0 | 0.0 |     | 0.0   | 0.3    | 0.3 | 0.0  | 0.0 | 0.0 | 0.3 | 0.3 | 1.0 |